# Lager Gabela
Koordinaten: 43° 6′ 42″ N, 17° 42′ 19″ O
Das Lager Gabela  war ein während des Bosnienkrieges betriebenes Internierungslager in Čapljina. Es diente dem Kroatischen Verteidigungsrat (HVO) dazu, vor allem Bosniaken und Serben zu internieren.

## Geschichte
Das Lager bestand aus den Hafteinrichtungen und einem Munitionslager. Externe Beobachter durften Gabela erst im August 1993 besuchen. Zu diesem Zeitpunkt registrierte das Internationale Komitee vom Roten Kreuz 1.100 Insassen.
Die Hafteinrichtungen bestehend aus vier ehemalige Munitionsdepots der jugoslawischen Volksarmee, sie waren mit 0, 1, 2 und 3 gekennzeichneten, zudem gab es drei Isolationshaftzellen. Die Größe der Baracke betrug 200 Quadratmeter und es wurden jeweils bis zu 500 Personen festgehalten. Die Häftlinge waren von Hunger und Durst erschöpft und wurden gefoltert. Pro 500 Personen und Tag wurden zehn Liter Wasser bereitgestellt, viele tranken Urin, um ihren Durst zu stillen. Die Häftlinge mussten ihren Stuhlgang in den Hangars ausüben. Sie waren gezwungen, kroatische nationalistische Lieder zu singen und Vorträge darüber zu hören, wie korrekt die kroatische Politik war. Direkt nach der Internierung im Lager wurden die Häftlinge einer besonders harten Formen der Folter ausgesetzt. Sie wurden angewiesen, sich auf den Bauch zu legen, und dann wurden sie brutal auf Rücken und Kopf geschlagen. Einigen wurden die Finger durch eine Art Daumenschraube gebrochen. Bosnische Häftlinge lebten in ständiger Angst vor körperlicher und psychischer Misshandlung, sie wurden oft auf verschiedene Weise gedemütigt, außerdem war das Essen knapp und es fehlten Einrichtungen für die persönliche Hygiene. Berichten zufolge litten viele Insassen an Unterernährung. Die tägliche Mahlzeit bestand aus einer kleinen Portion Reis, Bohnen, Makkaronisuppe und Brot. Die Gefangenen erhielten 650 Gramm Brot, das von 16 Gefangenen geteilt wurde. In einigen Fällen verwehrten die Wachen den Häftlingen Nahrung und Wasser, als Vergeltung für militärische Rückschläge der HVO.
Der Wächter Boko Previ tötete den bosnischen Insassen Mustafa Obradovi vor dem Hangar Nr. 1, in Anwesenheit einer großen Anzahl von Häftlingen, nachdem er ein Stück Brot entdeckt hatte, das ins Gefängnis geschmuggelt wurde.
Der schwedische Söldner, verurteilte Kriegsverbrecher und später Bankräuber und Polizeimörder Jackie Arklöv, war freiwillig in dem Lager als Wächter stationiert, in dem er auch Gefangene folterte.
Berichten zufolge waren Frauen in einem überhitzten Metallschuppen eingesperrt, der ein ehemaliges Munitionslager in einer verlassenen JNA-Kaserne außerhalb von Capljina war. Das Lager wurde angeblich von einem Major der kroatischen Verteidigungsvereinigung der Partei der Rechte (HOS) geleitet. In einem anderen Bericht wurde festgestellt, dass ein ehemaliges Munitionslager der JNA in Gabela südlich von Capljina eines der wichtigsten Haftzentren in Capljina war.

## Folgen
Nachdem eine Anklage gegen den ehemaligen Kommandanten des Lagers Gabela, Boško Previšić, erhoben worden war, wurde er ein Flüchtling der Justiz.
Sein Stellvertreter Nikola Andrun wurde 1993 vom Staatsgericht in Sarajevo wegen Verbrechen gegen Zivilisten in Gabela zu 13 Jahren Freiheitsstrafe verurteilt.
Der ehemalige Söldner und Neonazi sowie verurteilter Mörder Jackie Arklöv, der als Wache im Lager stationiert wurde vor einem schwedischen Gericht der Prozess gemacht. Die Richter entschieden am 18. Dezember 2006 und das Gericht entschied, dass Arklöv der unrechtmäßigen Inhaftierung, Folter und Körperverletzung von 11 bosnisch-muslimischen Kriegsgefangenen und Zivilisten, der ethnischen Säuberung, Plünderung und willkürlichen Inhaftierung von Menschen schuldig war. Er wurde zu einer lebenslange Haftstrafe verurteilt und angewiesen, 11 Opfern zwischen 70.000 und 425.000 Kronen (7.700 bis 47.000 Euro) Schmerzensgeld zu zahlen.